# S/2005 (1999 OJ4) 1
S/2005 (1999 OJ4) 1, também escrito como S/2005 (1999 OJ4) 1, é o objeto secundário do corpo celeste denominado de 1999 OJ4. Ele é um objeto transnetuniano que tem cerca de 72 km de diâmetro.

## Descoberta
S/2005 (1999 OJ4) 1 foi descoberto no dia 4 de outubro de 2002 através do Telescópio Espacial Hubble. Sua descoberta foi anunciada em 6 de outubro de 2005.

## Características físicas e orbitais
Ele possui um diâmetro com 72 km, ele é quase do mesmo tamanho que 1999 OJ4 e orbita a 3.267 km de distância de 1999 OJ4, o mesmo completa um órbita a cada 84,115 dias.. Este satélite visto a partir da superfície de 1999 OJ4, tem um diâmetro aparente de cerca de 8,11°, mais de catorze vezes o tamanho aparente do Sol a partir da Terra.